# 樋山雄作
樋山 雄作（ひやま ゆうさく、1992年9月14日 - ）は、日本の俳優、声優。神奈川県出身。劇団昴所属。

## 人物
特技は歌。趣味はゲーム、カードゲーム。
横浜DeNAベイスターズの大ファン。

## 出演

### テレビドラマ
- 税務調査官・窓際太郎の事件簿（2016年）
- 内閣情報調査室 特命調査官・ハト（2017年）

### テレビアニメ
- デュエル・マスターズ VSR（2015年、ボルシャック・NEX）
- チェンソーマン（2022年、子分B）
- ゾン100〜ゾンビになるまでにしたい100のこと〜（2023年、ボーイ）

### ゲーム
- DCスーパーヒーローガールズ ティーンパワー（2021年）

### 吹き替え

#### 映画
- ARGYLLE/アーガイル
- アリータ: バトル・エンジェル（クリムゾン・ウィンド）
- アルカトラズからの脱出 ※Netflix版
- アルファ 帰還りし者たち
- 意表をつくアホらしい作戦（PJ 他）
- インディ・ジョーンズと運命のダイヤル[4]
- エクスティンクション 地球奪還
- X-MEN:ダーク・フェニックス（男性飛行士）
- エノーラ・ホームズの事件簿
- エブリシング
- オーバー・エベレスト 陰謀の氷壁
- オールド（ミッドサイズ・セダン〈アーロン・ピエール〉[5]）
- オールド・ガード
- 俺たちポップスター
- オン・ザ・カム・アップ
- 海底47m 古代マヤの死の迷宮(ベン)
- キングスマン:ファースト・エージェント（牧師[6]）
- グレイマン[7]
- ゴジラ キング・オブ・モンスターズ（ショーバー）
- サウンドトラック
- サスペリア
- 猿の惑星/キングダム[8]
- ジョニー・イングリッシュ アナログの逆襲
- 死霊館のシスター 呪いの秘密（受付の男[9]）
- STUBER/ストゥーバー
- ソニック・ザ・ムービー/ソニック VS ナックルズ（捜査官2[10]）
- タイラー・レイク -命の奪還-
- タイラー・レイク -命の奪還-2[11]
- ダウンサイズ
- ハートビート（クリスピー）
- ハイウェイ10へ進め
- バイオハザード: ウェルカム・トゥ・ラクーンシティ[12]
- バスターのバラード
- バトルランナー（バズソー〈ガス・レスウィッシュ〉）※オンデマンド配信版
- パパと娘のハネムーン
- プロジェクト・パワー
- ベラのワンダフル・ホーム
- ベン・ハー（ヤコブ）
- ホドロフスキーの虹泥棒
- ホドロフスキーの惑星
- ボルテスV レガシー（2024年、ドラコ[13]）
- ホンモノの気持ち
- マーダー・ミステリー
- マーベル・シネマティック・ユニバース
  - ブラック・ウィドウ（囚人2[14]）
  - ブラックパンサー/ワカンダ・フォーエバー（男性科学者[15]）
  - マーベルズ（驚くクリー男[16]）
  - デッドプール&ウルヴァリン[17]
  - キャプテン・アメリカ:ブレイブ・ニュー・ワールド（ジャッカル[18]）
- Mank/マンク
- ミスター・ガラス
- ミラクル・ワールド ブッシュマン
- MEGシリーズ
  - MEG ザ・モンスター（負傷乗務員）
  - MEG ザ・モンスターズ2（船員E[19]）
- ライオン・キング:ムファサ[20]
- レイチェル: 黒人と名乗った女性（アイゼア）
- ロクサーヌ、ロクサーヌ
- ロストガールズ
- ワウンズ: 呪われたメッセージ

#### ドラマ
- アブセンシア 〜FBIの疑心〜
- アメージング・ストーリー
- イカゲーム
- エイリアニスト（ドイル）
- 王への手紙
- オルタード・カーボン
- キャッスルロック
- グリッチ
- ゴーストライター
- ザ・コミー・ルール 元FBI長官の告白
- ザ・シューター
- ザ・ラウデスト・ボイス-アメリカを分断した男-
- ザ・ラストシップ
- See 〜暗闇の世界〜
- ジュビリー 〜ボリウッドの光と影〜
- 真相 - Truth Be Told
- SUITS/スーツ（産科医 他）
- SUPERGIRL/スーパーガール
- スーパースティション: 悪霊退治
- ダーティ・ジョン-秘密と嘘-
- タイタンズ〜欲望のラプソディ〜
- ディキンスン 〜若き女性詩人の憂鬱〜
- デイナの恐竜図鑑 シーズン1 [21]
- ナルコス:メキシコ編
- NYガールズ・ダイアリー 大胆不敵な私たち
- ノー・グッド・ディード～麗しの家～（JD〈ルーク・ウィルソン〉)
- THE 100/ハンドレッド
- ピーキー・ブラインダーズ
- THE FLASH/フラッシュ
- ベイウォッチ
- マインドハンター
- 迷宮のアリス
- ラビング 愛という名前のふたり（バージル）
- リーサル・ウェポン
- リベリオン（ミルズ 他）
- レジェンド・オブ・トゥモロー（ドクターミッドナイト / ゲイリー）

#### テレビ番組
- シェフのテーブル
- 実録! スティーヴン・セガール警察24時!
- 世界の最重要指名手配犯を追う
- セリング・サンセット 〜ハリウッド、夢の豪華物件〜

#### アニメ
- 悪魔城ドラキュラ -キャッスルヴァニア-（盗人1）
- FはFamilyのF
- ストレンジ・ワールド/もうひとつの世界（ロニー・レッドシャツ[22]）
- スパイ in デンジャー
- スパイダーマン:フレンドリー・ネイバーフッド (ミハイル・シツェビッチ / ライノ)
- チップとポテト
- DCスーパーヒーロー・ガールズ
- ドラゴンズドグマ
- トランスフォーマー アーススパーク（ドラマの男性[23]、覆面捜査官）
- ねこのガーフィールド[24]
- 星つなぎのエリオ[25]
- ボス・ベイビー: ビジネスは赤ちゃんにおまかせ!（警備ベイビーフィル）
- YASUKE -ヤスケ-
- ラブ、デス&ロボット

### CM
- au「英雄だけの夏」篇 ほか
- タマホーム「想いを込めた歌」篇
- Retty「RettyでGo To Eat!」（声の出演）

### 舞台
- 銀河鉄道の夜（2015年 - 2016年）
- カイロ団長（2015年）
- セロ弾きのゴーシュ（2016年）
- 街と飛行船（2016年、7人家族の甥）
- HE GREEKS（2016年、アポロン）
- A Midsummer Night's Dream 夏の夜の夢（2016年、ディミートリヤス）
- 人形の家（2017年 - 2018年）
- 十二人の怒れる男たち（2018年）